# Hildegarde Assé
Hildegarde Assé est une judokate camerounaise.

## Carrière
Hildegarde Assé est médaillée de bronze dans la catégorie des moins de 78 kg ainsi qu'en open (toutes catégories) aux Championnats d'Afrique de judo 2004 se déroulant à Tunis.
Aux Championnats du monde de judo 2005 au Caire, elle est éliminée en huitièmes de finale dans la catégorie des moins de 78 kg par la Polonaise Agnieszka Czepukojć ainsi que dans le tableau toutes catégories par la Bulgare Tsvetana Bozhilova